# Exodon paradoxus
El tetra diente de gamo (Exodon paradoxus) es una especie de peces de la familia Characidae en el orden de los Characiformes, es la única especie del género Exodon.

## Morfología
Los machos pueden llegar alcanzar los 7,5 cm de longitud total.

## Hábitat
Vive en zonas de clima tropical entre 23 °C - 28 °C de temperatura.

## Distribución geográfica
Se encuentran en Sudamérica: Guayana y cuencas de los ríos Amazonas y Tocantins.